# NGC 1579
NGC 1579 ist ein diffuser Nebel im Sternbild Perseus am Nordsternhimmel, der wegen seiner Ähnlichkeit zum Trifidnebel auch als „Trifid des Nordens“ bezeichnet wird. Der Nebel resultiert aus einer 2600 Lichtjahre entfernten HII-Region, die von einem sehr hellen Stern (LkHα 101) beleuchtet wird. 
Das Objekt wurde am 27. Dezember 1788 von dem Astronomen William Herschel mit einem 48-cm-Teleskop entdeckt.

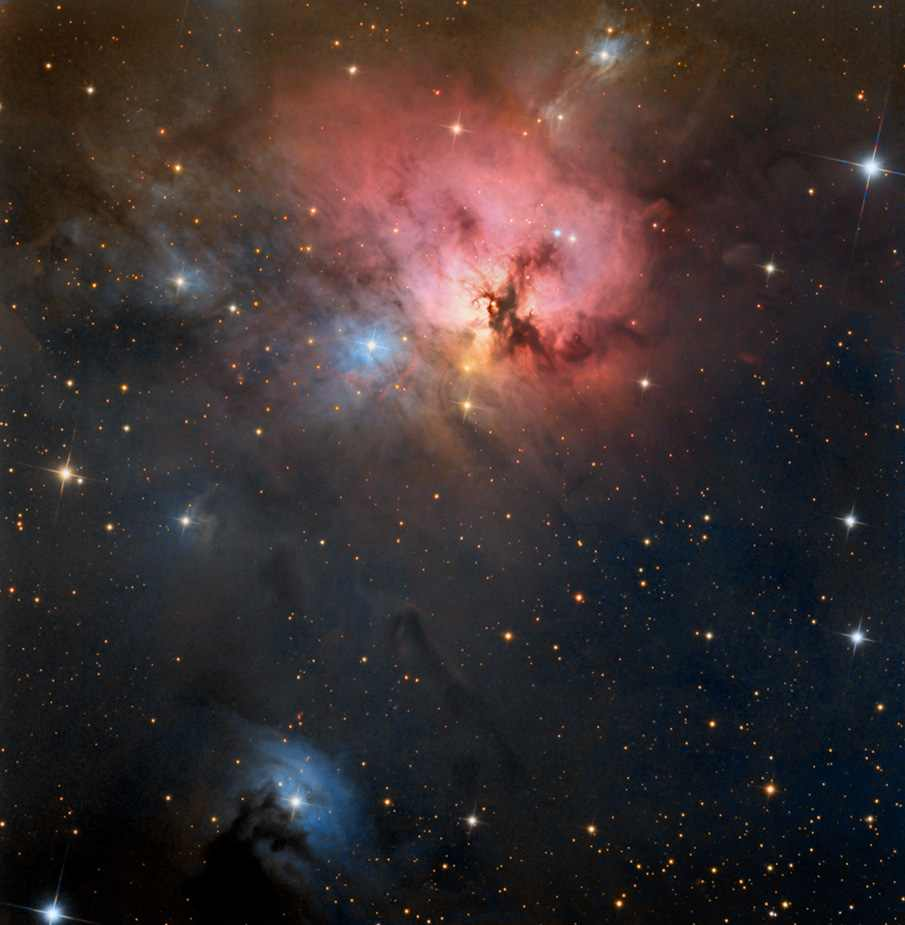
Aufnahme des 81-cm-Spiegelteleskops des Mount-Lemmon-Observatoriums
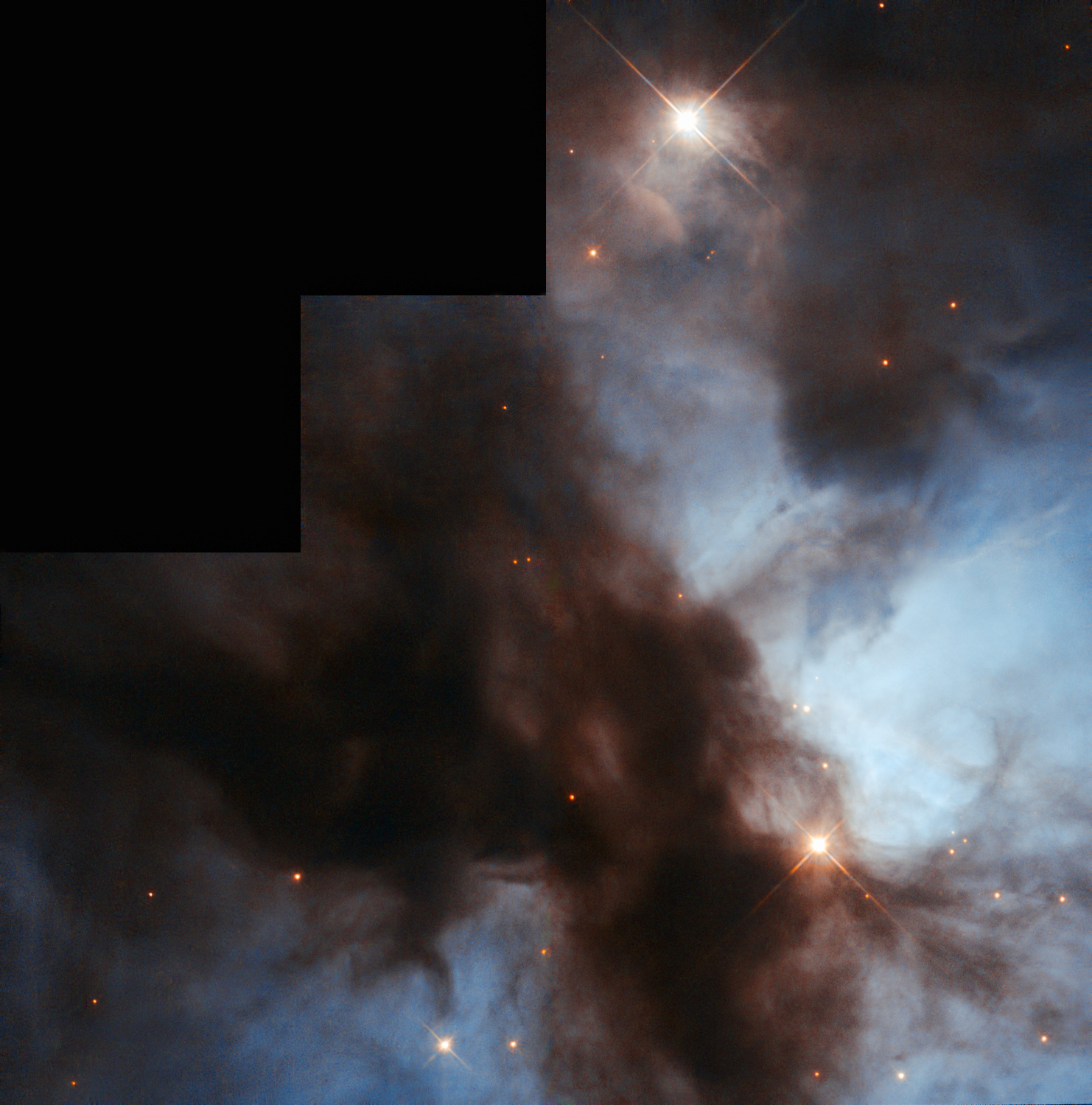
Detailstudie des Hubble-Weltraumteleskops
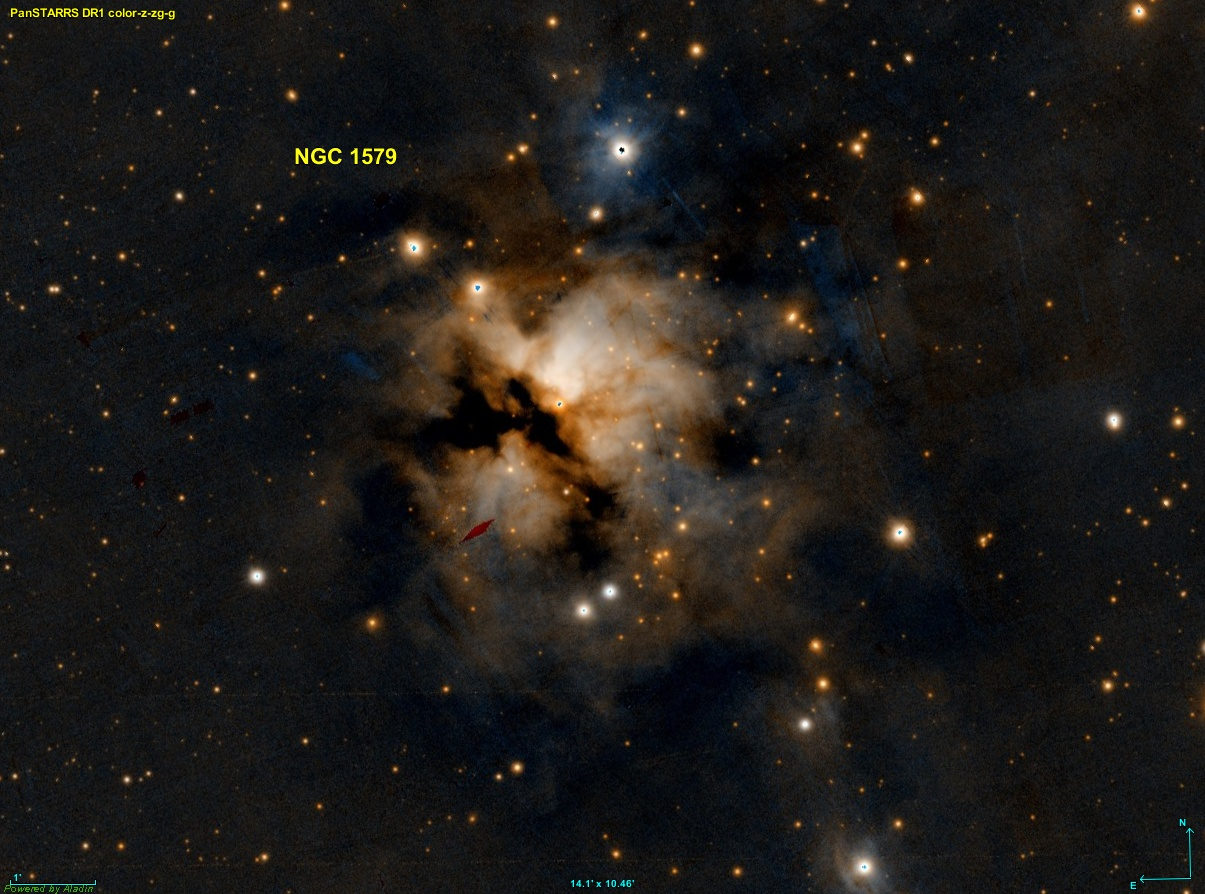